# Лега Юрій Григорович
Ю́рій Григо́рович Лега (нар. 11 вересня 1949, Золотоноша, Черкаська область) — доктор технічних наук, професор, академік Міжнародної академії комп'ютерних наук і систем, академік Української академії наук, заслужений працівник народної освіти України, ректор Черкаського державного технологічного університету. Почесний громадянин двох міст: Золотоноші й Черкас, депутат Черкаської обласної ради.

## Життєпис
1976 року закінчив з відзнакою Одеський електротехнічний інститут зв'язку ім. О. С. Попова. 1991 року захистив кандидатську дисертацію на здобуття наукового ступеня кандидата технічних наук, а у 2001 році — дисертацію на здобуття наукового ступеня доктора технічних наук.
До весни 2013 року Юрій Лега був заступником голови обласної організації Партії регіонів з ідеологічно-пропагандистської та політичної роботи. З цієї посади пішов за власним бажанням. Як пояснював тоді — щоб зосередитися на університетських справах. Після розстрілу мирних людей на Майдані вийшов із лав партії.
Почесний громадянин міст Черкаси та Золотоноша. Голова Ради ректорів Черкаської області (з 2007 р.). Дійсний член Клубу ректорів Європи (з 2007 р.).